# The Puppet Master
Albums de King Diamond
Abigail II: The Revenge
(2002) Give Me Your Soul...Please
(2007)
The Puppet Master est le onzième album studio de King Diamond sorti le 21 octobre 2003,. L'album s'est classé à la 36e position en Suède

## L'album
Les premières idées du concept de l'album et de ses paroles proviennent de King Diamond lors d'une tournée avec Mercyful Fate. Le groupe en tournée à Budapest en Hongrie, profite d'une journée où les musiciens visitent la partie ancienne de la ville. Dans une des rues étroites, King Diamond trébuche dans une maison, dans laquelle est représentée le théâtre national de marionnettes de Budapest.
Plus loin, Diamond aperçoit plusieurs boutiques où les mêmes poupées sont vendues pour ces représentations. Dès son retour à l'hôtel, il note toutes ses impressions qui formeront la base pour son nouvel album concept,.

### Résumé de l'intrigue
Dans cette histoire, King Diamond rencontre Victoria dans une pièce de Noël intitulée Puppet Master à Budapest. Une année plus tard, il décide de la retrouver. Durant ses recherches, il tombe sur la femme du Maître de marionnette (Puppet Master), en train d'assassiner un homme sans-abri. Il suit la femme dans un bâtiment où il est frappé par derrière et y perd la conscience.
Au moment où il reprend connaissance, il se trouve attaché à un lit d'hôpital faisant face au Maître de marionnette ainsi que sa femme tenant un scalpel. Le Maître de marionnette s'approche vers King Diamond et lui dit « D'abord vos yeux... ensuite votre peau... nous vous ferons sentir renaître à nouveau. » et commence à couper ses yeux. Une paupière tombe dans un bocal.

## Liste des titres
Toutes les paroles ont été écrites par King Diamond.
| No | Titre             | Musique       | Durée |
| -- | ----------------- | ------------- | ----- |
| 1. | Midnight          | King Diamond  | 1:55  |
| 2. | The Puppet Master | King Diamond  | 4:41  |
| 3. | Magic             | Andy LaRocque | 4:57  |
| 4. | Emerencia         | King Diamond  | 5:19  |
| 5. | Blue Eyes         | King Diamond  | 4:24  |
| 6. | The Ritual        | Andy LaRocque | 5:02  |

| No  | Titre         | Musique                     | Durée |
| --- | ------------- | --------------------------- | ----- |
| 7.  | No More Me    | King Diamond, Matt Thompson | 3:16  |
| 8.  | Blood to Walk | King Diamond                | 5:32  |
| 9.  | Darkness      | Andy LaRocque               | 4:37  |
| 10. | So Sad        | King Diamond                | 4:38  |
| 11. | Christmas     | King Diamond                | 5:18  |
| 12. | Living Dead   | King Diamond, Andy LaRocque | 6:04  |

| 1. | King Diamond Tells the Story of the Puppet Master | 30:33 |

## Composition du groupe
- King Diamond - chants, claviers
- Andy LaRocque - guitare, claviers
- Mike Wead - guitare
- Hal Patino - basse
- Matt Thompson - batterie
- Livia Zita - chants additionnels